# Годфри де Сент-Омер

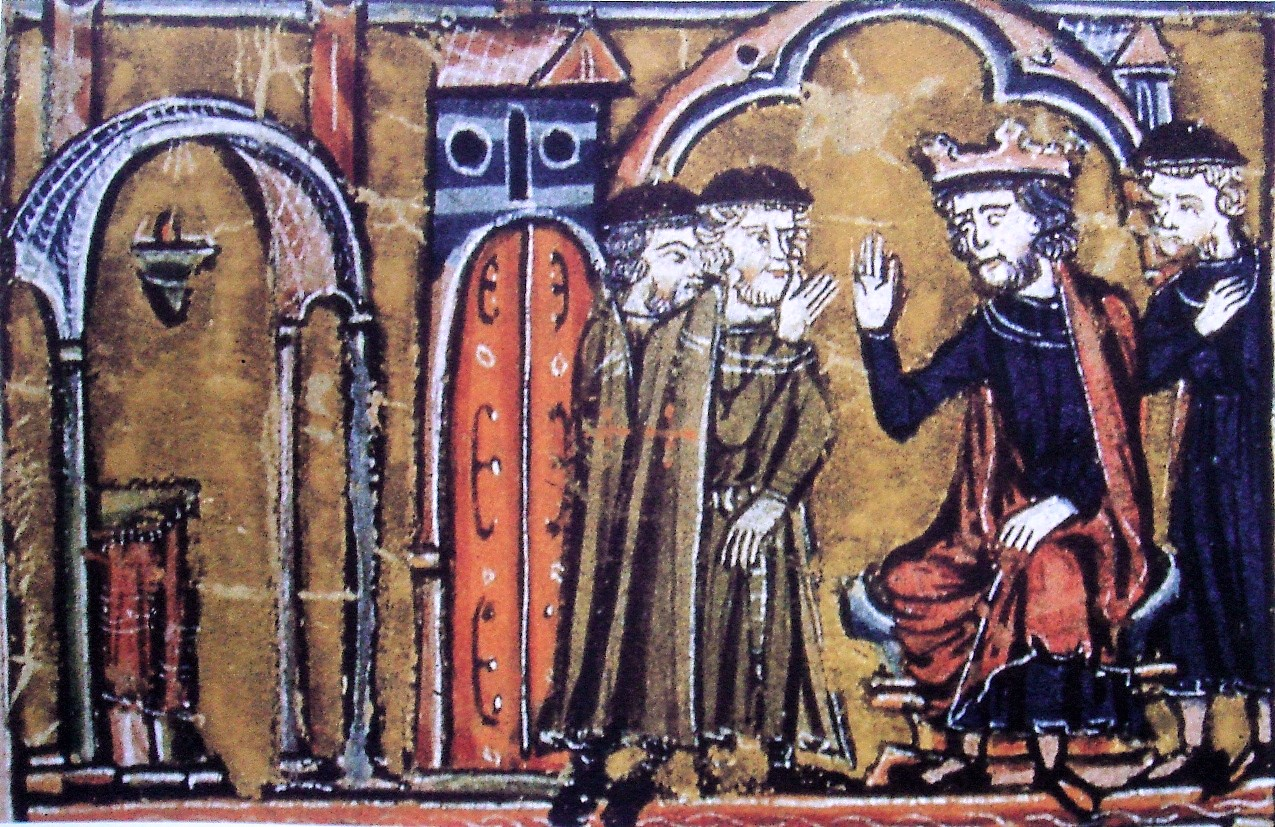
Король Балдуин II Иерусалимский, передает захваченную мечеть Аль-Акса во владение Гуго де Пейна и Годфри, для использования её в качестве штаб-квартиры. Крестоносцы называли это здание Храм Соломона, отчего и пошло название нового Ордена — тамплиеры, то есть храмовники или рыцари Храма.

Годфри де Сент-Омер (также известный как Gaufred, Годфруа и Годфред де Сент-Омер) — фламандский рыцарь; один из основателей Ордена тамплиеров.
Согласно легенде, Гуго де Пейн, — первый Великий Магистр тамплиеров, — и Годфри были настолько бедны, что у них была одна лошадь на двоих, что породило знаменитое изображение на печати тамплиеров: двух рыцарей верхом на одном коне.

## Происхождение
По слухам происходил из семьи лордов Сент-Омера (в нынешней северной Франции), возможно, сын лорда Сент-Омера Вильяма I. Существуют противоречивые сведения относительно родства Годфри с Уильямом и Гуго де Фокамбергом. Исходя из хронологии, Годфри, возможно, был братом Гуго, однако существует мнение, что он был ему сыном. В списке крестоносцев приведен Готье де Сен-Омер, что может быть ошибкой и на самом деле речь шла о Годфри, поскольку к тому времени Готье де Сент-Омер ещё не родился. Таким образом, Годфри, вероятно, пришел в Иерусалим в 1099 году вместе с Уильямом и Гуго.

## Жизнь и судьба
Во время Первого крестового похода вместе с рыцарем Гуго де Пейном в 1119 году организовал ополчение бедных рыцарей Христа на службе ордена Гроба господня в Иерусалиме. В 1129 году это ополчение было преобразовано в новый Орден, получивший название Ордена рыцарей Храма. Вместе с Гуго де Пейном совершил несколько поездок из Иерусалима во Францию с целью сбора средств для нового Ордена. В 1127 году был в Риме у папы Гонория III, пытаясь организовать новый крестовый поход. В 1130 году возвращается в Иерусалим вместе с Гуго де Пейном, которому удалось получить крупную сумму от короля Англии. Позже получил титул герцога Фив, где и скончался.